# Espumoso (ort)
Espumoso är en ort i Brasilien.   Den ligger i kommunen Espumoso och delstaten Rio Grande do Sul, i den södra delen av landet, 1 500 km söder om huvudstaden Brasília. Espumoso ligger 366 meter över havet och antalet invånare är 10 340.
Terrängen runt Espumoso är platt. Runt Espumoso är det ganska glesbefolkat, med 31 invånare per kvadratkilometer..
Trakten runt Espumoso består till största delen av jordbruksmark.